# Société canadienne d'écologie et d'évolution
La Société canadienne d'écologie et d'évolution (SCEE) est un regroupement indépendant de scientifiques (écologistes et biologistes évolutionnistes) de l'ensemble du Canada. La société a été fondée en avril 2006, le tout premier congrès se tenant à Montréal, Québec, Canada. La SCEE est un organisme à but non lucratif. L'objectif principal de la société est de promouvoir les questions d'importance écologique et évolutive au Canada.

## Objectifs
Les objectifs de la SCEE sont de : 
(1) promouvoir l'étude de l'écologie et de l'évolution au Canada ;
(2) éveiller la conscience publique à l'importance de l'écologie et de l'évolution pour la société canadienne ; 
(3) faciliter la communication entre les membres de la Société et les décideurs dans les secteurs publics, privés et non gouvernementaux ; 
(4) agir en tant que liaison avec les agences fédérales et provinciales de financement de la recherche afin de soutenir et promouvoir la recherche en écologie et en évolution au Canada. 

## Activités
Les congrès sont tenus annuellement par une institution différente à chaque année. Les membres de la société, incluant les étudiants gradués ainsi que les facultés académiques, présentent des affiches et des présentations orales afin d’exposer leurs résultats. Des ateliers sont aussi organisés lors des congrès annuels afin de promouvoir les interactions entre scientifiques, ce qui permet de guider les prochaines générations d’écologistes et de biologistes évolutionnaires au Canada.
Plusieurs comités travaillent activement afin d’atteindre les objectifs de la société. Par exemple, le Comité de conscientisation a organisé des conférences publiques et des évènements pour enfants lors des congrès annuels, et a aussi développé des capsules afin de mettre en évidence l’importance de l’écologie et de l’évolution à la société canadienne. Un autre exemple est le Comité sur la biodiversité et la conservation qui collabore avec d'autres organismes intéressés dans le développement du rôle des biologistes canadiens afin de contribuer à la conservation de la biodiversité. 
De plus, l'événement inaugural en 2006 a engendré le développement de l'Institut canadien d’écologie et d’évolution (ICEE) qui est composé d’un consortium d’universités canadiennes. L’ICEE a été officiellement créé en mai 2008, lorsque le conseil d’administration de la SCEE, par le biais d'un processus concurrentiel, a attribué l’hébergement de l’ICEE au Kuffler Scientific Reserve de l’Université de Toronto.

## Conseil d’administration
Le conseil d'administration de la SCEE: 
Jeffrey Hutchings (Dalhousie University) - Président (2012 - 2013)
Judith Myers (University of British Columbia) - Vice-Présidente (2012 - 2013)
Miriam Richards (Brock University) - Secrétaire (2012 - 2015)
Steeve Côté (Université Laval) - Trésorier (2010 - 2013) 
Arne Mooers (Simon Fraser University) - Membre du conseil (2010 - 2013) 
Stephen Heard (University of New Brunswick) - Membre du conseil (2010 - 2013)
Mary Reid (University of Calgary) - Membre du conseil (2011 - 2013)
Andrew Gonzalez (McGill University) - Membre du conseil (2012 - 2015)
Fanie Pelletier (Université de Sherbrooke) - Membre du conseil (2012 - 2015)
Locke Rowe (University of Toronto) - Membre du conseil (2012 - 2015)
Leanna Lachowsky (University of Calgary) - Membre aux études/postdoc du conseil (2012 - 2013)

Anciens Présidents de la SCEE :
Graham Bell (McGill University) – 2006-2007
Douglas Morris (Lakehead University) – 2008-2009
Spencer Barrett (University of Toronto) – 2010-2011

## Congrès précédents
Montréal 2006
Toronto 2007
Vancouver 2008 (revue du congrès dans Biology Letters)
Halifax 2009 (revue du congrès dans Biology Letters)
Québec 2010 (revue du congrès dans Biology Letters et New Phytologist)
Banff 2011 (revue du congrès dans Biology Letters et Molecular Ecology)
Ottawa, 2012
Okanagan, 2013 (à venir)
Montréal, 2014 (à venir)